# Sistema de referência em rotação
Um Sistema de referência em rotação é um caso especial de um referencial não inercial que encontra-se em rotação relativa a um referencial inercial. Um exemplo clássico de um sistema de referência em rotação é a superfície da Terra em relação ao Sol.

## Forças fictícias
Todo sistema de referência não inercial possuem forças fictícias. Já um sistema de referência em rotação se caracteriza por apresentar três forças fictícias
- Força centrífuga;
- Força de Coriolis;
- Força de Euler.

Experimentalmente é possível medir a velocidade e a direção da rotação de dentro de um ambiente fechado e isolado com o exterior simplesmente medindo suas forças fictícias.

## Relacionamento entre referencias em rotação e referencias parados
A seguir se fará uma derivação de conceitos de aceleração e forças fictícias num referencial em rotação. Inicialmente se relacionará as coordenadas das posições de partículas em um referencial em rotação e as coordenadas de um referencial inercial. Então, ao se derivar pelo tempo, obteremos o relacionamento entre a velocidade da partícula vista em dois referencias distintos e a aceleração relativa de cada referencial. Utilizando estas acelerações numa comparação com a segunda lei de Newton identificaremos as forças fictícias.

### Relacionamento entre as posições de dois referencias
A transformação de coordenadas em rotação para coordenadas inerciais podem ser escritas como
{\displaystyle x=x^{\prime }\ \cos \Omega t-y^{\prime }\ \sin \Omega t}
{\displaystyle y=x^{\prime }\ \sin \Omega t+y^{\prime }\ \cos \Omega t}
onde a transformação reversa é
{\displaystyle x^{\prime }=x\ \cos \left(-\Omega t\right)-y\ \sin \left(-\Omega t\right)}
{\displaystyle y^{\prime }=x\ \sin \left(-\Omega t\right)+y\ \cos \left(-\Omega t\right)}
Este resultado pode ser obtido a partir da matriz de rotação.
Introduzindo os vectores unitários {\displaystyle {\hat {\boldsymbol {\imath }}},\ {\hat {\boldsymbol {\jmath }}},\ {\hat {\boldsymbol {k}}}} que representam os vectores unitários padrões do referencial em rotação. Suponha que o eixo z seja o eixo da rotação, obtemos
{\displaystyle {\hat {\boldsymbol {\imath }}}(t)=(\cos \Omega t,\ \sin \Omega t)}
onde os componentes (x, y) são expressados num referencial estacionário de forma que,
{\displaystyle {\hat {\boldsymbol {\jmath }}}(t)=(-\sin \Omega t,\ \cos \Omega t)\ .}
Então o tempo derivado destes vectores, que rotacionam sem alterar a magnitude, é
{\displaystyle {\frac {d}{dt}}{\hat {\boldsymbol {\imath }}}(t)=\Omega (-\sin \Omega t,\ \cos \Omega t)=\Omega {\hat {\boldsymbol {\jmath }}}\ ;}
{\displaystyle {\frac {d}{dt}}{\hat {\boldsymbol {\jmath }}}(t)=\Omega (-\cos \Omega t,\ -\sin \Omega t)=-\Omega {\hat {\boldsymbol {\imath }}}\ }
Este é o mesmo resultado que o encontrado utilizando-se produto vectorial com o vector rotacional {\displaystyle {\boldsymbol {\Omega }}} apontado para o eixo rotacional z {\displaystyle {\boldsymbol {\Omega }}=(0,\ 0,\ \Omega )}, que podemos chamar,
{\displaystyle {\frac {d}{dt}}{\hat {\boldsymbol {u}}}={\boldsymbol {\Omega \times }}{\hat {\boldsymbol {u}}}\ ,}
onde {\displaystyle {\hat {\boldsymbol {u}}}} será {\displaystyle {\hat {\boldsymbol {\imath }}}} ou {\displaystyle {\hat {\boldsymbol {\jmath }}}}.

### Derivação do tempo em ambos referencias
Mantendo o sistema vectorial do item acima e se permitirmos que eles rotacionem à velocidade de {\displaystyle \Omega }sobre um eixo {\displaystyle {\boldsymbol {\Omega }}} então cada vector unitário {\displaystyle {\hat {\boldsymbol {u}}}} do sistema de coordenadas em rotação obedece a seguinte equação
{\displaystyle {\frac {d}{dt}}{\hat {\boldsymbol {u}}}={\boldsymbol {\Omega \times {\hat {u}}}}\ .}
Então se nós tivermos uma função vectorial {\displaystyle {\boldsymbol {f}}},
{\displaystyle {\boldsymbol {f}}(t)=f_{x}(t){\hat {\boldsymbol {\imath }}}+f_{y}(t){\hat {\boldsymbol {\jmath }}}+f_{z}(t){\hat {\boldsymbol {k}}}\ ,}
e quisermos examinar a primeira derivada teremos (utilizando a regra do produto da diferenciação):
{\displaystyle {\frac {d}{dt}}{\boldsymbol {f}}={\frac {df_{x}}{dt}}{\hat {\boldsymbol {\imath }}}+{\frac {d{\hat {\boldsymbol {\imath }}}}{dt}}f_{x}+{\frac {df_{y}}{dt}}{\hat {\boldsymbol {\jmath }}}+{\frac {d{\hat {\boldsymbol {\jmath }}}}{dt}}f_{y}+{\frac {df_{z}}{dt}}{\hat {\boldsymbol {k}}}+{\frac {d{\hat {\boldsymbol {k}}}}{dt}}f_{z}}
{\displaystyle ={\frac {df_{x}}{dt}}{\hat {\boldsymbol {\imath }}}+{\frac {df_{y}}{dt}}{\hat {\boldsymbol {\jmath }}}+{\frac {df_{z}}{dt}}{\hat {\boldsymbol {k}}}+[{\boldsymbol {\Omega \times }}(f_{x}{\hat {\boldsymbol {\imath }}}+f_{y}{\hat {\boldsymbol {\jmath }}}+f_{z}{\hat {\boldsymbol {k}}})]}
{\displaystyle =\left({\frac {d{\boldsymbol {f}}}{dt}}\right)_{r}+{\boldsymbol {\Omega \times f}}(t)\ ,}
onde {\displaystyle \left({\frac {d{\boldsymbol {f}}}{dt}}\right)_{r}} é a taxa de mudança de {\displaystyle {\boldsymbol {f}}} como observado em um sistema de rotação de coordenadas. A diferenciação também pode ser expressada como:
{\displaystyle {\frac {d}{dt}}{\boldsymbol {f}}=\left[\left({\frac {d}{dt}}\right)_{r}+{\boldsymbol {\Omega \times }}\right]{\boldsymbol {f}}\ .}
Este resultado também é conhecido como teorema da transformação.

### Relacionamento entre velocidades dos dois referencias
A velocidade de um objecto é a derivada do tempo da posição deste objecto, ou
{\displaystyle \mathbf {v} \ {\stackrel {\mathrm {def} }{=}}\ {\frac {d\mathbf {r} }{dt}}}
A derivada do tempo de uma posição {\displaystyle {\boldsymbol {r}}(t)} em um referencial em rotação possui dois componentes, um da dependência explícita do tempo pelo seu momento e em outro pelo referencial da própria rotação. Aplicando o resultado da subsecção acima, as duas velocidades dos sistemas de referencia se relacionam pela equação
{\displaystyle \mathbf {v_{i}} \ {\stackrel {\mathrm {def} }{=}}\ {\frac {d\mathbf {r} }{dt}}=\left({\frac {d\mathbf {r} }{dt}}\right)_{\mathrm {r} }+{\boldsymbol {\Omega }}\times \mathbf {r} =\mathbf {v} _{\mathrm {r} }+{\boldsymbol {\Omega }}\times \mathbf {r} \ ,}
onde o i significa o referencial inercial e r o referencial em rotação.

### Relacionamento entre aceleração dos dois referencias
Aceleração é obtida pela segunda derivada do tempo da posição, ou pela primeira derivada da velocidade
{\displaystyle \mathbf {a} _{\mathrm {i} }\ {\stackrel {\mathrm {def} }{=}}\ \left({\frac {d^{2}\mathbf {r} }{dt^{2}}}\right)_{\mathrm {i} }=\left({\frac {d\mathbf {v} }{dt}}\right)_{\mathrm {i} }=\left[\left({\frac {d}{dt}}\right)_{\mathrm {r} }+{\boldsymbol {\Omega }}\times \right]\left[\left({\frac {d\mathbf {r} }{dt}}\right)_{\mathrm {r} }+{\boldsymbol {\Omega }}\times \mathbf {r} \right]\ ,}
onde i significa o referencial inercial.
Ao organizarmos alguns termos obtemos que a aceleração no sistema referencial em rotação
{\displaystyle \mathbf {a} _{\mathrm {r} }=\mathbf {a} _{\mathrm {i} }-2{\boldsymbol {\Omega }}\times \mathbf {v} _{\mathrm {r} }-{\boldsymbol {\Omega }}\times ({\boldsymbol {\Omega }}\times \mathbf {r} )-{\frac {d{\boldsymbol {\Omega }}}{dt}}\times \mathbf {r} }
onde {\displaystyle \mathbf {a} _{\mathrm {r} }\ {\stackrel {\mathrm {def} }{=}}\ \left({\frac {d^{2}\mathbf {r} }{dt^{2}}}\right)_{\mathrm {r} }} é a aceleração aparente no sistema referencial em rotação, o termo {\displaystyle {\boldsymbol {\Omega }}\times ({\boldsymbol {\Omega }}\times \mathbf {r} )} representa a aceleração centrífuga e o termo {\displaystyle 2{\boldsymbol {\Omega }}\times \mathbf {v} _{\mathrm {r} }} é a efeito de Coriolis.

### Segunda lei de Newton nos dois referencias
Quando a expressão da aceleração é multiplicada pela massa da partícula, os três termos extras do lado direito do resultado equação da força fictícia no sistema de referência em rotação, que são forças aparentes que resultam em sistemas de referencia não inerciais, ao inveis de interações físicas entre corpos.
Utilizando-se a segunda lei de Newton {\displaystyle F=ma}, nós obtemos:
- a força de coriolis

{\displaystyle \mathbf {F} _{\mathrm {Coriolis} }=-2m{\boldsymbol {\Omega }}\times \mathbf {v} _{\mathrm {r} }}
- a força centrífuga

{\displaystyle \mathbf {F} _{\mathrm {centrifuga} }=-m{\boldsymbol {\Omega }}\times ({\boldsymbol {\Omega }}\times \mathbf {r} )}
- e a força de Euler

{\displaystyle \mathbf {F} _{\mathrm {Euler} }=-m{\frac {d{\boldsymbol {\Omega }}}{dt}}\times \mathbf {r} }
onde {\displaystyle m} é a massa do objecto em ação nestas forças fictícias. Perceba que todas as três forças desaparecem se o referencial não se encontrar em rotação, ou seja, onde {\displaystyle {\boldsymbol {\Omega }}=0\ .}